# Gilliam (Louisiana)
Gilliam és una població dels Estats Units a l'estat de Louisiana. Segons el cens del 2000 tenia 178 habitants.

## Demografia
Segons el cens del 2000, Gilliam tenia 178 habitants, 71 habitatges, i 47 famílies. La densitat de població era de 34,4 habitants/km².
Dels 71 habitatges en un 22,5% hi vivien nens de menys de 18 anys, en un 49,3% hi vivien parelles casades, en un 8,5% dones solteres, i en un 32,4% no eren unitats familiars. En el 29,6% dels habitatges hi vivien persones soles el 12,7% de les quals corresponia a persones de 65 anys o més que vivien soles. El nombre mitjà de persones vivint en cada habitatge era de 2,51 i el nombre mitjà de persones que vivien en cada família era de 3,13.
Per edats la població es repartia de la següent manera: un 23% tenia menys de 18 anys, un 10,1% entre 18 i 24, un 25,3% entre 25 i 44, un 28,7% de 45 a 60 i un 12,9% 65 anys o més.
L'edat mediana era de 38 anys. Per cada 100 dones de 18 o més anys hi havia 107,6 homes.
La renda mediana per habitatge era de 29.375 $ i la renda mediana per família de 39.375 $. Els homes tenien una renda mediana de 36.875 $ mentre que les dones 23.750 $. La renda per capita de la població era de 30.264 $. Entorn del 20,5% de les famílies i el 24,2% de la població estaven per davall del llindar de pobresa.

## Poblacions més properes
El següent diagrama mostra les poblacions més properes.